# Bringing Back the Balls to Stockholm

Bringing back the Balls to Stockholm est le second DVD du groupe Lordi. Il a été enregistré lors de leur concert à Stockholm le 16 septembre 2006.

## Chansons
- Bringing Back the Balls to Rock
- Get Heavy
- Who's Your Daddy?
- Not the Nicest Guy
- Pet the Destroyer
- Rock the Hell Outta You
- Blood Red Sandman
- The Kids Who Wanna Play With the Dead
- It Snows In Hell
- Dynamite Tonite
- Devil Is A Loser
- They Only Come Out At Night
- Would You Love A Monsterman?
- Hard Rock Hallelujah